# Gessi Florus
Gessi Florus (en llatí Gessius Florus) va ser un governador romà de Judea al segle i. Era nascut a Clazòmenes (Àsia Menor).
Va succeir Albí com a procurador de Judea l'any 64, mercès a la influència de la seva dona Cleòpatra, amiga de l'emperadriu Popea Sabina. El seu govern va ser opressiu pels jueus, que tenien en millor consideració Albí, malgrat que tampoc no va ser un bon governador. Florus va ser cruel i sense cap pietat, i va saquejar la província sense deixar res. Les extorsions van ser enormes, i van afectar tots els districtes i totes les persones de posició, per les quals el millor remei va ser l'exili. Els bandits que infectaven el país van comprar la seva impunitat compartint el botí amb el procurador. Tant Flavi Josep com Tàcit li atribueixen la part essencial de les causes de la Gran Revolta jueva, i encara diuen que Florus va crear les causes de la revolta i la va instigar per amagar els efectes dels seus actes.
La revolta es pot dir que va començar a Cesarea el 65. Els grecs de la ciutat, capital de Judea, eren afavorits pel prefecte, i van fer determinats sacrificis davant la sinagoga, que impedien l'entrada als jueus. Florus va rebre un pagament per aconseguir l'entrada dels jueus a la seva sinagoga, però després de cobrar no va complir la seva paraula i va sortir de la ciutat, deixant els grecs insultant els jueus. Els comissionats jueus que van anar a protestar per reclamar la seva protecció comprada els va empresonar.
Poc després, ell mateix va fer provocar aldarulls, i amb aquesta excusa va fer una matança de 3600 jueus a Jerusalem, que sembla que era només un pretext per saquejar el temple. La reacció jueva va provocar que alguns romans de rang eqüestre (però jueus de naixement) fossin assassinats, tot i les súpliques de Berenice, de la família dels asmoneus, i germana d'Herodes Agripa II. Els jueus, a la festa de la Pasqua, l'abril del 65, van aixecar una queixa dirigida al governador de Síria, el procònsol Cesti Gal, però només van aconseguir una feble promesa d'un millor tracte en endavant, mentre Florus s'estava al costat del governador davant dels suplicants.
Finalment, la revolta va esclatar obertament l'any 66, tot i els esforços que va fer Herodes II Agripa per aturar-la, portat, sembla, més per l'odi a Gessi Florus que a Roma. Potser Florus va aconseguir escapar en començar la revolta i després va ser destituït, com diu Flavi Josep, però també s'ha dit (per exemple, Suetoni) que va morir a mans dels revoltats.